# Slechtziendheid

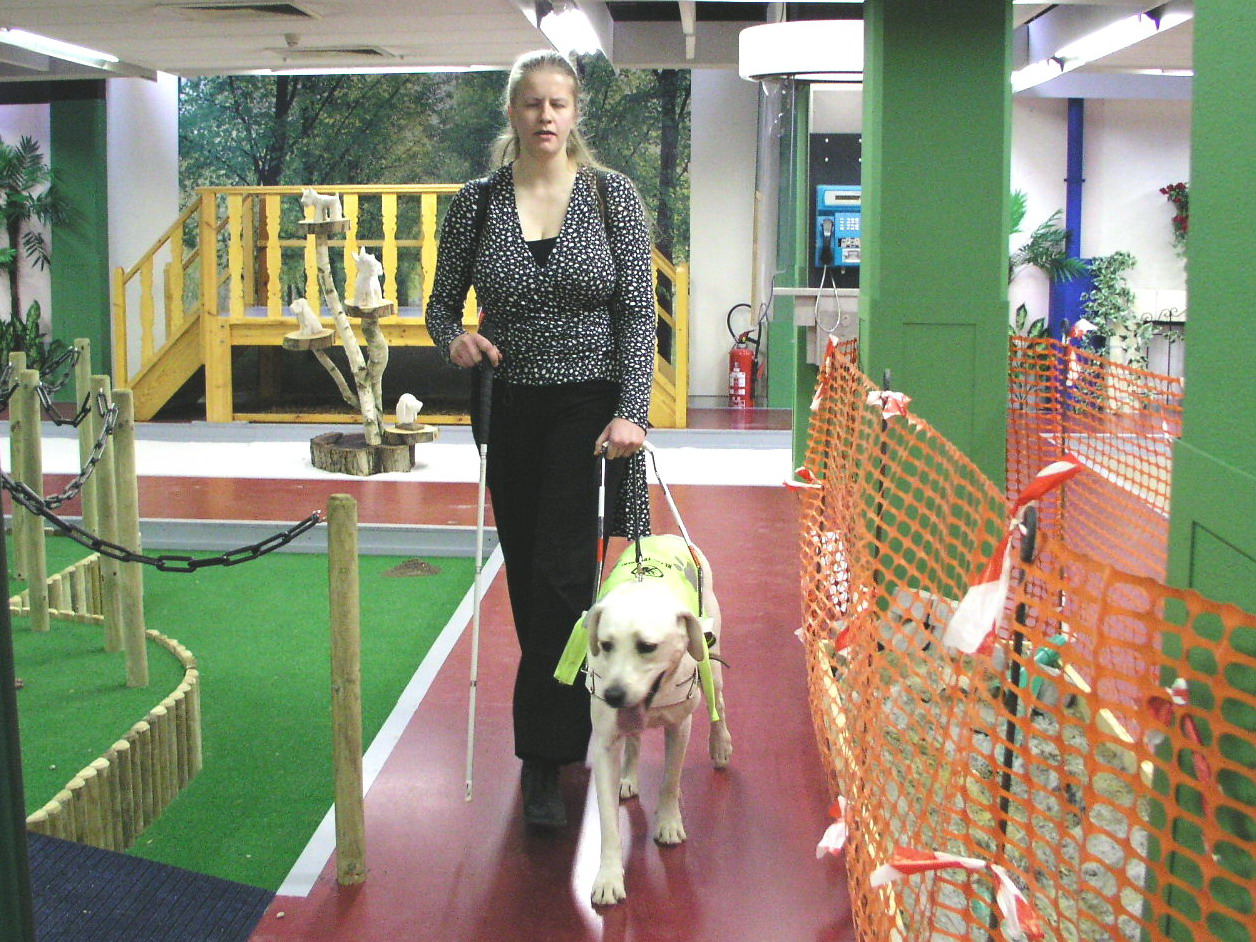
Een blinde of slechtziende leert omgaan met een geleidehond op het parcours van de Brailleliga.

Slechtziend is iemand die minder ziet dan 1/3 of een sterk beperkt gezichtsveld heeft, maar die niet voldoet aan de criteria van de Wereldgezondheidsorganisatie (WHO) voor blindheid (visus van minder dan 1/20; of minder dan 1/10 en tevens gezichtsveldverlies).
Vaak wordt de visus of acies visus (gezichtsscherpte) gebruikt om de mate van slechtziendheid aan te geven, hoewel bij slechtziendheid ook het gezichtsveld en de verwerkingsmogelijkheden van het brein van belang zijn.

## De gezichtsscherpte of visus
De gezichtsscherpte, visus of voluit de acies visus is een maat voor de kleinste details die iemand nog kan onderscheiden en wordt uitgedrukt in een getal tussen 0 en ca 2,0. Soms wordt niet een decimaal getal gebruikt maar een breuknotatie, welke in principe om te rekenen is naar een decimale notatie.
Bij een visus van 1,0 hebben de kleinst waarneembare details een grootte van 1 boogminuut = 1 / 60 graad. Een volwassen mens heeft een normale visus als die groter dan of gelijk is aan 1,0. Deze visus wordt pas vanaf gemiddeld het zesde levensjaar bereikt, want bij de geboorte is de visus veel lager, waarschijnlijk ongeveer 0,05. 
Bij een visus van bijvoorbeeld 0,5 moet een persoon twee keer zo dichtbij kijken om hetzelfde te kunnen zien, bij 0,10 10x zo dichtbij.  De gezichtsscherpte wordt meestal gemeten met letterkaarten, symboolkaarten of plaatjes.

## Visuele functies
Behalve gezichtsscherpte kan iemand ook slechtziend raken doordat delen van het gezichtsveld uitgevallen zijn, of doordat de twee ogen niet goed samenwerken of doordat die persoon als gevolg van een oogziekte overmatig gevoelig is voor licht. Daarnaast kan het ook gebeuren dat iemand slechtziend wordt als gevolg van een storing in dat deel van de hersenen die de visuele waarneming verzorgen, bijvoorbeeld bij een herseninfarct of -bloeding in de occipitale schors. Vaak wordt de visuele waarneming opgedeeld in meetbare delen, zogenaamd visuele functies. Voorbeelden van visuele functies zijn: gezichtsscherpte, gezichtsveld, contrastgevoeligheid, stereoscopische diepteperceptie, kleuren zien, oogmotoriek, adaptatie. Visuele functies zijn door de Wereldgezondheidsorganisatie (WHO) uniform geclassificeerd in de zogeheten ICF-classificatie. Het geheel van alle visuele functies kan aangeduid worden met de term gezichtsvermogen.

## Cerebrale slechtziendheid
Wanneer het oog intact is kunnen er nog problemen met het zien zijn door hersenletsel. Als de beschadiging tussen het oog en de hersenschors ligt, zal de patiënt een deel van het gezichtsveld missen. Als de afwijking in de schors ligt kan het zijn dat de patiënt dit zelf niet opmerkt. Wanneer de beschadiging ligt in de centra die de prikkel verder moeten verwerken, komen verschijnselen voor als de blik niet kunnen richten, patronen niet herkennen enzovoort. We spreken van CVI Cerebral Visual Impairment. Als deze beschadiging het gevolg is van een trauma spreken we van Niet-aangeboren hersenletsel (NAH). 

## Oorzaken en gevolgen
Slechtziendheid kan het gevolg zijn van een genetisch defect, een oogziekte, een trauma of van een hersenaandoening.
Bij oogziektes kunnen verschillende delen van het oog zijn aangedaan, ieder met hun eigen effect op de visuele functies. Zo kan een slijtage van het netvlies bij de ziekte maculadegeneratie leiden tot verminderd detailszicht, een vertroebeling van de ooglens bij de ziekte cataract een wazig beeld met weinig contrast geven, en de erfelijke ziekte retinitis pigmentosa een steeds kleiner wordend gezichtsveld (kokerzicht).
Bij stoornissen van de hersenen bepaalt de plaats van de stoornis in de hersenen het effect op de persoon. Hemianopsie (halfzijdig zicht) komt vaak voor, bijvoorbeeld na een beroerte. Maar hersenbeschadiging geeft vaak ook complexere visuele waarnemingsstoornissen zoals moeite met ruimtelijke waarneming of het niet kunnen herkennen van gezichten (prosopagnosie).

## Hulp bij slechtziendheid
Slechtziendheid kan behalve veel beperkingen ook emotionele problemen veroorzaken, bijvoorbeeld omdat iemand niet meer zijn of haar eigen werk kan verrichten, of omdat de van buitenaf veelal onzichtbare beperkingen niet serieus genomen worden. Met hulpmiddelen en begeleiding is vaak een deel van de beperkingen op te lossen. Nederland heeft, vergeleken bij veel andere Europese landen een modern stelsel van hulp aan slechtzienden, en vergoeding van hulpmiddelen en begeleiding. Voor oogartsen bestaat er een richtlijn voor doorverwijzing naar speciale hulp bij slechtziendheid van de Federatie Medisch Specialisten.

### Hulpmiddelen
Er zijn diverse hulpmiddelen om de zelfredzaamheid en de participatie van blinden en slechtzienden te verbeteren
- Braille - om tekst voelbaar te maken
- Stemmal - in gebruik bij verkiezingen
- Voelobjecten - om afbeeldingen voelbaar te maken
- Voelboek
- Blindenbibliotheek - bijvoorbeeld om audioboeken te verstrekken
- Tactiele gebarentaal
- NonVisual Desktop Access - voor computergebruik
- Geleidehond of geleidepaard
- Blindenstok
- Geleidestrook - om met een stok zelfstandig te kunnen lopen in stedelijk gebied
- Rateltikker - audio bij een verkeerslicht
- Sonic Pathfinder

## Ervaringslessen
Zowel in Nederland als in België is er sedert enkele jaren een netwerk ervaringsdeskundigen actief dat lessen kan verzorgen door mensen die zelf slechtziend of blind zijn. Zulke lessen worden bijvoorbeeld gegeven in het onderwijs, de zorgsector, bij horecapersoneel of aan kerkelijke vrijwilligers. In ervaringslessen probeert men met behulp van speciale brillen of in het duister de deelnemers te laten ervaren hoe het is om een visuele beperking te hebben. In zulke lessen worden ook tips gegeven voor het omgaan met blinde of slechtziende mensen. Speciale revalidatiecentra in Nederland verzorgen ook scholing voor verzorgend personeel van verpleeg- en verzorgingshuizen in de omgang met hun bewoners met een visuele beperking.

## Syndroom van Charles Bonnet
Sommige mensen die op latere leeftijd (boven de 65 jaar) slechtziend worden, kunnen verschijnselen krijgen van het syndroom van Charles Bonnet.